# Hammar (Askersund)
Hammar ist eine Ortschaft (tätort) in der schwedischen Provinz Örebro län.

## Geografie, Geschichte und Hintergrund
Hammar liegt in der Gemeinde Askersund zirka 10 Kilometer südlich von Askersund, dem Hauptort der Gemeinde, am nördlichen Ufer des Vättern. Die Reichsstraße 50, auch Bergslagsdiagonalen genannt, führt südwestlich an der Ortschaft vorbei.
Hammar gehörte bis 1862 zur Harde Sundbo. Im Zuge der Kommunalreform von 1862 mit der Einführung einer ersten schwedischen Gemeindeordnung wurde die Ortschaft Sitz einer gleichnamigen Gemeinde. Diese wurde im Zuge der Modernisierung der kommunalen Verwaltungsstruktur zwischen 1952 und 1970 reformiert und letztlich mit dem Übergang in die Gemeinde Askersund zum Jahresbeginn 1971 aufgelöst.
Die Lage an der Seeenge des Vättern machte Hammar über die Einrichtung einer Fähre zu einem wichtigen Ort für den Verkehr und Gütertransport. 1828 kam es zu einem Fährunglück, bei dem 25 Menschen ums Leben kamen. Dreißig Jahre später wurde der Bau einer Brücke über das Gewässer abgeschlossen. 
Hammar war zwischen 1854 und 1992 Sitz einer Glashütte. Hier wurde unter anderem ab 1921 die Knoppflaska hergestellt, die welterste standardisierte Pfandbierflasche. Der Ort, der seit Jahren rückläufige Einwohnerzahlen vermeldet, ist mittlerweile vor allem Heimstatt von Berufspendlern. Zu den größten Arbeitgebern zählt mittlerweile die lokale Brauerei, die unter anderem auch verschiedene Marken namhafter Hersteller nicht-alkoholischer Getränke abfüllt. 

## Söhne und Töchter
- Theodor Pinet (1875–1968), schwedischer Bandleader, Komponist und Musiker
- Carl-David Skagerlund (1890–1975), schwedischer Politiker